# Chikkonati, Hirekerur
Chikkonati là một làng thuộc tehsil Hirekerur, huyện Haveri, bang Karnataka, Ấn Độ.